# Українська рада народного господарства
Українська Рада Народного Господарства (УРНГ), існувала як республіканський орган керівництва економікою УСРР під назвою Рада Народного Господарства України, згодом, 1919—1932 (з перервою з березня 1919 до листопада 1920), — Вища Рада Народного Господарства УСРР.
За часів господарських реформ М. Хрущова, зокрема з поворотом до територіального принципу керівництва (децентралізація) економікою та створенням раднаргоспів, утворено вдруге УРНГ (6. 7. 1960) як респ. орган управління пром-стю та будівництвом. Після утворення 1963 Ради Народного Господарства СССР уклалося подвійне підпорядкування: УРНГ підпорядкувалася як Раді Міністрів УССР, так і Раді Народного Господарства СССР. УРНГ відігравала позитивну роль у плані послаблення залежності української економіки від московського керівництва. Її ліквідовано 14. 1. 1966 у зв'язку з відновленням принципу керівництва економікою через знову створені централізовані галузеві міністерства.

### Голови Ради Народного Господарства (1919)
- Квірінг Еммануїл Йонович 1919

### Голови Української Ради Народного Господарства (1920—1923)
- Чубар Влас Якович 1920—1922
- Ксандров Володимир Миколайович 1922—1923

### Голови Вищої Ради Народного Господарства УСРР (1923—1932)
- Максимов Костянтин Гордійович 1923—1925
- Ауссем Володимир Християнович 1925—1926
- Рухимович Мойсей Львович 1926
- Сухомлин Кирило Васильович 1927—1932

### Голови Української Ради Народного Господарства (1960—1965)
- Соболь Микола Олександрович  30.07.1960 — 29.03.1961
- Кузьмич Антон Савич  29.03.1961 — 9.03.1963
- Розенко Петро Якимович  9.03.1963 — 23.10.1965